# Avalanșă

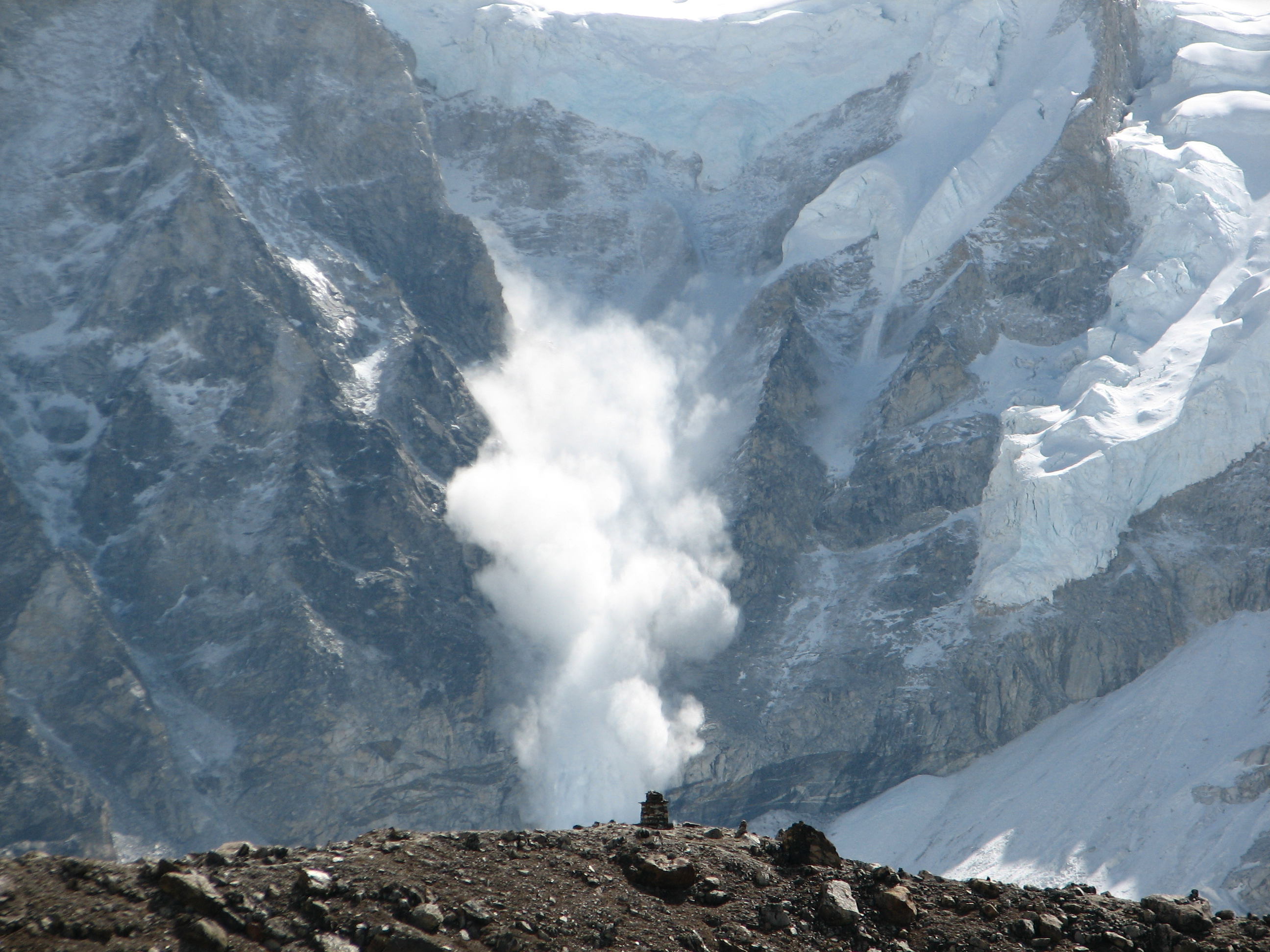
Avalanșă în Munții Himalaya, pe una din pantele Everest-ului, mai 2006 (foto Ilan Adler)

Avalanșa reprezintă o masă de zăpadă care se pune în mișcare și alunecă pe versantul sau pe valea unui munte. De multe ori, curgerea unei avalanșe se aseamănă cu scurgerea laminară a unui râu, mai ales când zăpada este umedă. Alteori, curgerea poate fi foarte rapidă, aidoma unei căderi libere, atunci când pantele masivului montan sunt abrupte și/sau căderile de zăpadă sunt abundente.
O avalanșă poate duce la vale mii de tone de zăpadă, fiind precedată de o undă de șoc care spulberă și strivește orice se află în calea sa. Din punct de vedere fizic, aceasta este un fenomen nivologic (determinat de zăpadă), reprezentând un curent de gravitate care constă din cantități masive de material granular.
Aceste fenomene se înscriu printre cele mai dramatice evenimente ale muntelui și reprezintă un pericol pentru populația montană din numeroase țări ale lumii. Extinderea activităților turistice și, în special, practicarea sporturilor de iarnă determină o creștere a riscului impactului avalanșelor asupra societății.

## Tipuri

### După modul de formare
După modul de formare, avalanșele pot fi:
- fenomene naturale declanșate de o supraîncărcare naturală de zăpadă;
- cauzate de om, declanșate de trecerea unui schior, drumeț sau de altă intervenție umană accidentală sau nu.

### După particularitățile stratului de zăpadă
În funcție de particularitățile stratului de zăpadă afectat, avalanșele sunt de mai multe tipuri:
- Avalanșe uscate care se produc atunci când zăpada este afânată și are aspect prăfos-grăunțos, cristalele de zăpadă fiind rotunde. Zăpada în amestec cu aerul formează aerosoli foarte periculoși pentru oameni, aceștia murind sufocați.
- Avalanșe umede care se produc în stratele de zăpadă umedă și grea. Ele antrenează, în deplasare, cantități mari de zăpadă în lungul culoarelor de avalanșă și exercită presiuni mari aspra obiectelor din cale, distrugându-le.
- Avalanșe în plăci care se produc prin desprinderea stratului superficial înghețat și a celui mijlociu, suprafața de desprindere fiind la contactul cu stratul bazal.

## Etapele unei avalanșe
Declanșarea avalanșelor este favorizată de următoarele condiții și factori: trăsăturile stratului de zăpadă, conformația versantului, starea timpului, perturbarea echilibrului zăpezii prin diferite activități.
Etapele principale sunt următoarele:
- Zăpada se desprinde de straturile de nea mai tari și alunecă peste acestea.
- În timp ce prinde viteză, zăpada poate începe a fi purtată de vânt.
- Avalanșa își mărește viteza de deplasare (până la 353km/h).

## Salvarea oamenilor
În România există instituții oficiale, ale statului român, precum Jandarmeria de munte  și organizații profesionale, precum este Societatea ghizilor și liderilor montani (afiliată internațional la UMLA) , care sunt special pregătite pentru orice fel de condiții de criză, vreme rea și iarnă, incluzând salvarea oamenilor aflați la munte (accidente, hipotermie, momente de criză, avalanșe, ș.a.m.d.).

## Avalanșe care au ucis
- Avalanșele din Alpi din timpul Primului Război Mondial au ucis mai mult de 60 de mii de oameni. Un soldat a spus: „Cel mai mare dușman era natura însăși.”
- În 1916 au căzut în 2 zile 4 metri de zăpadă. Acestea au declanșat avalanșe timp de două zile care au ucis 10 mii de soldați.
- Cutremurul din Peru de pe 31 mai 1979 a provocat multe avalanșe și surpări de teren care în total au ucis 66 de mii de oameni. A dislocat o stâncă de rocă și gheață care a ucis pe cei 5 mii de locuitori ai orașului Ranrahica.

## Protecție
Pentru evitarea pericolelor legate de avalanșe, este importantă cunoașterea precisă a arealelor în care se produc. Cartografierea acestor areale și realizarea hărților de risc permit luarea celor mai eficiente măsuri de atenuare a impactului acestora asupra activităților umane. În dreptul culoarelor de avalanșă sunt construite tunele de protecție, iar pe versanți sunt amplasate ziduri de protecție, gărdulețe sau plase de sârmă. Plantarea unor perdele forestiere de protecție s-a dovedit eficientă mai ales pentru protejarea drumurilor pe distanțe mari.